# Paul Sinebrychoff den yngre

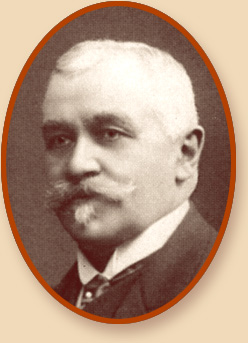

Paul Sinebrychoff den yngre, född 14 april 1859, död 19 november 1917 i Helsingfors, var en finländsk företagsledare och konstmecenat. Gift 1883 med skådespelerskan Fanny Grahn.

## Biografi
Paul Sinebrychoff d.y. övertog efter fadern Paul Sinebrychoffs död 1883 en ansenlig bryggeriverksamhet, som idag lever vidare i bolaget Oy Sinebrychoff Ab, som bland annat producerar ölmärkena Koff och Nikolai. 
Äktenskapet var barnlöst, och makarna testamenterade sin ansenliga konstsamling till finska staten. I Sinebrychoffs tidigare representationshem och huvudkontor vid Bulevarden finns idag det statliga Konstmuseet Sinebrychoff. Här ingår tavlor av Rembrandt, Hals, van Dyck m. fl. samt svenska och finländska porträttmålares verk från 1600- till 1800-talen. 

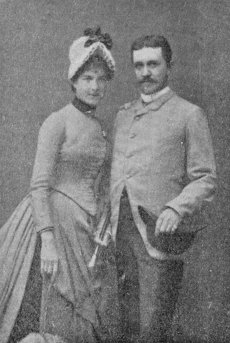
Paul och Fanny Sinebrychoff